# Leah Coxon
Leah Coxon (* 17. Mai 1982) ist eine ehemalige britische Biathletin.

## Karriere
Leah Coxon startete für die Royal Artillery. Ihre ersten nationalen Erfolge erreichte sie bei den britischen Meisterschaften 2006. Sowohl in der Staffel, als auch mit der Militärpatrouille sowie im Teamwettbewerb gewann Coxon die Silbermedaille. Im Jahr darauf wiederholte sie die Vizemeisterschaften mit der Staffel und der Militärpatrouille, im Teamwettbewerb gewann sie gemeinsam mit Caroline Hart, Anna Downs und Kendal Lythe die Goldmedaille. Ihre einzigen internationalen Rennen bestritt sie 2007 im Biathlon-Europacup. Zunächst belegte sie bei Sprint und Verfolgung in Torsby jeweils den 39. Platz und verwies damit ihre Teamkollegin Anna Barker auf den letzten Rang. Bei der nächsten Europacup-Station in Obertilliach lief Coxon auf den 60. Platz im Sprint und qualifizierte sich damit erneut für die Verfolgung, bei der sie jedoch nicht antrat. National gewann sie 2008 nochmals Bronze mit der Staffel. Danach trat Leah Coxon bei keinem Rennen mehr in Erscheinung.